# Manavazian
Els Manavazian o Manavaz (en armeni Մանավազյան) van ser una família de nakharark d'Armènia que va governar a Mantziciert, una ciutat fortalesa a l'alta vall de l'Arsànies al nord dels dominis dels Bznuni i a l'est dels dominis dels Apahuni. Tant les dinasties dels Manavazian com les dels seus veïns Bznuni i Apahuni són considerats dinasties hagianes és a dir urartianes o almenys de temps immemorial.
La dinastia hauria desaparegut a mitjan segle iv en les lluites amb els seus parents els Vorduní, però una dinastia armènia governava a Malazgird fins vers el 771. Després d'aquesta data el territori va quedar en poder dels àrabs qaisites que van crear un emirat.